# Lang (Autriche)
Pour les articles homonymes, voir Lang.
Lang est une commune autrichienne du district de Leibnitz en Styrie.